# Natalie Schafer

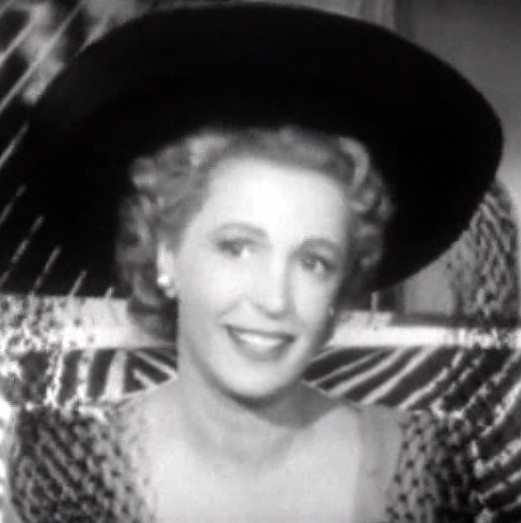
Escena de Dishonored Lady (1947)

Natalie Schafer (Red Bank, Nueva Jersey, 5 de noviembre de 1900-Beverly Hills, 10 de abril de 1991) fue una actriz estadounidense, conocida principalmente por su papel de Sra. Howell en la sitcom de la CBS La isla de Gilligan (1964-67).

## Primeros años y carrera
Nacida en una familia de origen judío en Red Bank (Nueva Jersey), Schafer empezó su carrera como actriz teatral en el circuito de Broadway, tras lo cual se mudó a Los Ángeles en 1941 para dedicarse al cine.
Como actriz teatral, Schafer actuó en el circuito de Broadway en 17 obras entre 1927 y 1959, a menudo en papeles de reparto. La mayor parte de esas actuaciones tuvo lugar en piezas de corta trayectoria, a excepción de Lady in the Dark (1941-42), The Doughgirls (1942-44), y Romanoff and Juliet (1957–58). Además, trabajó en una reposición de Seis personajes en busca de autor, bajo la dirección de Sir Tyrone Guthrie (1955–56), e intervino en producciones estocaje y de carácter regional.
Para el cine tuvo numerosas actuaciones, usualmente en papeles de mujeres atractivas y sofisticadas. Entre los títulos en los que trabajó figuran los siguientes: The Body Disappears (1941), con Jane Wyman; Reunion in France (1942), con Joan Crawford; Marriage is a Private Affair (1944), con Lana Turner; Keep Your Powder Dry (1945), con Agnes Moorehead; Molly and Me (1945), con Gracie Fields; Wonder Man (1945), con Danny Kaye; Masquerade in Mexico (1945), con Dorothy Lamour; The Other Love (El otro amor) (1947), con Barbara Stanwyck y David Niven; Dishonoured Lady (1947), con Hedy Lamarr; Repeat Performance (1947); Secreto tras la puerta (1947), dirigida por Fritz Lang, con Joan Bennett; The Time of Your Life (1948), con James Cagney; The Snake Pit (Nido de víboras, 1948), junto a Olivia de Havilland y Celeste Holm, bajo dirección de Anatole Litvak; Caught (1949), con James Mason y dirección de Max Ophüls; Payment on Demand (1951), con Bette Davis; Take Care of My Little Girl (1951); The Law and the Lady (1951); Callaway Went Thataway (1951); Just Across the Street (1952); The Girl Next Door (1953); Casanova's Big Night (1954), con Bob Hope y Sir Basil Rathbone; Female on the Beach (1955), con Crawford; Forever, Darling (1956), con Lucille Ball y Desi Arnaz; Anastasia (1956), con Ingrid Bergman, Yul Brynner y Helen Hayes; Oh, Men! Oh, Women! (1957), con Ginger Rogers y Tony Randall; Bernardine (1957); Back Street (1961), con Susan Hayward; Susan Slade (1961), con Troy Donahue; 40 Carats (1973), con Liv Ullmann; The Day of the Locust (1975), con Donald Sutherland y dirección de John Schlesinger; y Beverly Hills Brats (1989), con Martin Sheen.
Sin embargo, Schafer es sobre todo conocida por actuar en la sitcom La isla de Gilligan, en la cual encarnaba a la esposa del millonario, Lovey Howell. Ella repitió el papel en los telefilmes spin-off rodados con posterioridad al fin de la serie, al igual que hizo en la producción de animación Gilligan's Planet en 1982. Originalmente pensado como una gran dama sin sentido del humor, Schafer trabajó con los guionistas para conseguir que su personaje fuera similar a los papeles atolondrados que en la década de 1930 habían interpretado Mary Boland y Billie Burke. Schafer sugirió específicamente que los guionistas leyeran la obra de George S. Kaufman y Marc Connelly Dulcy, a fin de conocer al mareante personaje del título.
Para la televisión, Schafer fue también artista invitada en numerosas series televisivas, entre ellas The Philco-Goodyear Television Playhouse (The Sisters, con Grace Kelly, 1951), I Love Lucy (1954), Producers' Showcase (The Petrified Forest, con Lauren Bacall, Humphrey Bogart, y Henry Fonda, 1955), The Beverly Hillbillies (1964), Mayberry RFD (1970), La tribu de los Brady (1974), y Phyllis (1976). En 1971-72, Schafer se sumó al reparto de la serie de la CBS Search for Tomorrow. Su última interpretación tuvo lugar en 1990, en el telefilm I'm Dangerous Tonight, en el cual trabajó con Anthony Perkins y Corey Parker.

## Vida personal

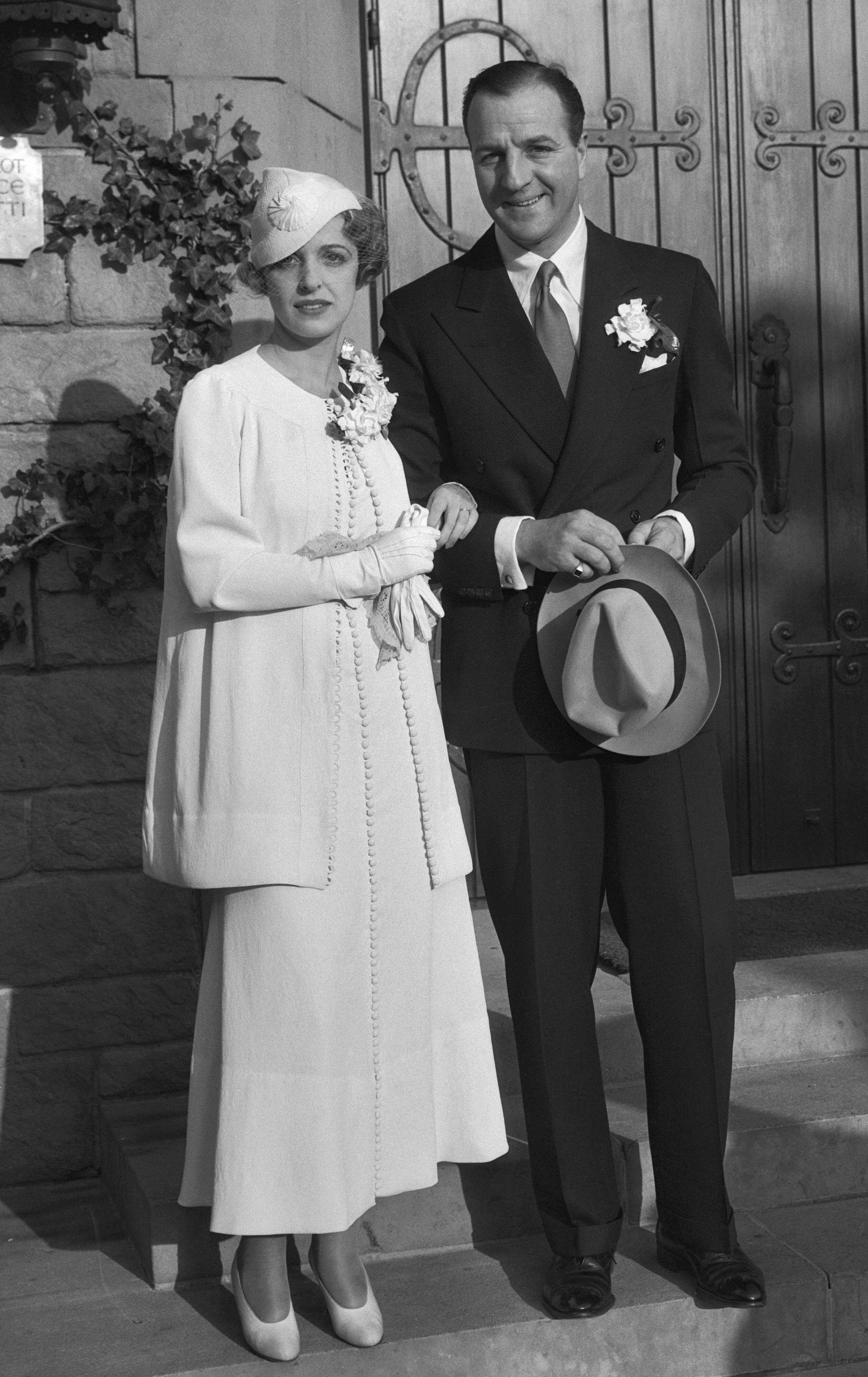
Natalie Schafer y Louis Calhern (1933)

Schafer estuvo casada con el actor Louis Calhern desde 1934 a 1942. El matrimonio no tuvo hijos. Mucho después de su divorcio trabajaron juntos en el film Forever, Darling (1956). Durante buena parte de las décadas de 1940 y 1950 Schafer mantuvo una relación sentimental con el escritor y dramaturgo George S. Kaufman.
Schafer era legendaria sobre la discreción que utilizaba acerca de su edad, que ni siquiera conoció Calhern. Generalmente se daba el año 1912 como el de su nacimiento, aunque pocos lo creían. Sin embargo, su año real de nacimiento, no conocido hasta después de su muerte, era 1900, lo cual sorprendió incluso a sus íntimas amistades.
Sus inversiones, particularmente en el negocio inmobiliario, la hicieron multimillonaria. Diferentes fuentes afirman que la mayor parte de su fortuna fue legada, o bien a su compañera de reparto en La isla de Gilligan, Dawn Wells, o al cuidado de sus perros. El periódico Los Angeles Times afirmaba que Schafer legó dos millones de dólares al Motion Picture and Television Hospital, y que el dinero sirvió para renovar el ala de pacientes externos, que pasó a llamarse "Ala Natalie Schafer."
Natalie Schafer falleció en 1991 a causa de un cáncer en su domicilio en Beverly Hills, California. Tenía 90 años de edad. Sus restos fueron incinerados, y las cenizas esparcidas en el Océano Pacífico, a la altura del faro Point Fermin, en San Pedro (California).